# Base Aérea Al Asad
La Base Aérea Al Asad (IATA: IQA, OACI: ORAA) es una base aérea operada en conjunto por las Fuerzas Armadas iraquíes y las Fuerzas Armadas de los Estados Unidos. También ha sido usada para albergar tropas de las Fuerzas Armadas británicas. Se encuentra ubicada en la provincia iraquí de la Gobernación de Ambar, al oeste del país. 

## Historia
En diciembre de 2018 el presidente de Estados Unidos, Donald Trump, realizó una visita sorpresa junto a la primera dama, Melania Trump, a la base aérea. Al año siguiente, el vicepresidente estadounidense, Mike Pence, visitó junto a su esposa Karen la base militar para la celebración del Día de Acción de Gracias.
El 8 de enero de 2020 (hora local), la base fue objetivo de un ataque de misiles balísticos. De acuerdo a los reportes de la prensa, todo indica que fueron enviados más de una docena de misiles balísticos por las Fuerzas Armadas iraníes en represalía al ataque aéreo en el Aeropuerto Internacional de Bagdad ocurrido días antes, donde resultó muerto el general Qasem Soleimani, comandante de la Fuerza Quds. En el ataque a la Base Aérea, Estados Unidos declaró no haber tenido bajas; Irán declaró la muerte de alrededor de 80 personas. Al mismo tiempo se destruyeron varios aviones estadounidenses.